# Воєнна доктрина українських націоналістів
«Воєнна доктрина українських націоналістів» — праця полковника М. Ф. Колодзінського, військового теоретика ОУН, написана між 1935 та 1937 роками. Перша частина праці була видана 1940 року у Кракові, а 1957 року перевидана у Торонто Товариством колишніх вояків УПА. Інші частини праці, поширювались у рукописному вигляді серед членів ОУН і доля їх донедавна вважалась невідомою. Зараз праця зберігається у Центральному архіві УПА у Києві. Розділ «Націоналістичне повстання» з коментарями О. Зайцева опубліковано 2013 року у журналі «Україна модерна». Повністю книга видана 2019 року у видавництві «Основа» (Київ).
«Воєнна доктрина українських націоналістів» Михайла Колодзінського ніколи не розглядалась як офіційна проводом ОУН, але мала деяку популярність серед прихильників найрадикальнішої течії українського націоналістичного руху.
Об'єм першої частини — 62 сторінки, повної версії видавництва «Основа» — 288 сторінок.

## Зміст праці

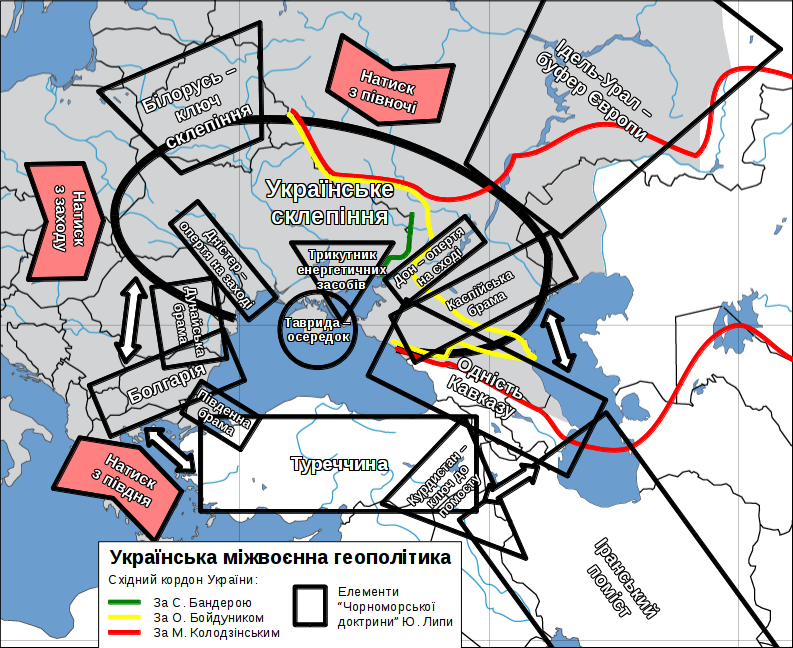
За книгою Казахстан мав бути включений до складу України, яка мусила «пересунути кордони Європи до Алтаю й Джунгарії»

Українська воєнна доктрина Михайла Колодзінського складається з трьох частин.
Перша, історично-політична частина, подає огляд історичного розвитку української воєнної доктрини. Автор зазначає, що воєнна доктрина повинна мати виразні наступальні риси і що українцям потрібно орієнтуватися на тотальну війну за незалежну Українську державу. Завданням військового відділу ОУН автор бачить необхідність «розбудити в народі воєнний запал та жадобу боротьби проти кожного, хто проти нас».
Друга частина, написана у співпраці з полковником Тимошем Омельченком, подає з погляду воєнної географії розгляд майбутніх кордонів України. Автор вважає, що кордони української держави мають співвідноситися з її політичними, стратегічними і економічними потребами та охоплювати всі етнографічні землі, входження Кубані, Жовтого і Сірого Клину, перетворення Азовського моря у внутрішнє і домінування в дельті річки Дунай. Основою території держави має стати концепція Руської землі князя Святослава Завойовника. Водночас Колодзінський вважає, що ОУН не повинна обмежуватись лише етнічними українськими землями: «Не будувати Україну тільки над Дністром чи Дніпром, але Україну в таких розмірах, які їй вимірив самий Творець, коли надавав землі нинішній географічний вигляд. Схід Європи мусить бути наш, бо такий заповіт зіставили нам наші прадіди». Другим етапом боротьби автор вважає необхідність опанування центральної Азії, щоби залучити її «в круг нашої культури і цивілізації».
Третя — обговорює стратегію української визвольної війни. Розділ містить наступні підрозділи:
- Націоналістичне повстання;
- Роль української еміграції в націоналістичній революції;
- Україна і Центральна Азія;
- Прометеївський союз українських націоналістів і месіанізм;
- ОУН і союзники.

Дуже важливою Колодзінський вважав необхідність залучити широкі народні маси до боротьби за державність; створити єдину централізовану націоналістичну владу, усунувши всі конкурентні уряди і політиків-угодовців; перетворити партизанські загони на регулярну армію; ліквідувати самочинних отаманів. Доктрина передбачала чистки західноукраїнських земель від поляків і часткове від інших меншин, що ставляться вороже до української самостійності, зокрема євреїв («чим більше загине Жидів під час повстання, тим буде краще для української держави»). На думку д.і.н. Зайцева етнічний екстремізм радикального крила ОУН не є винятковим. У 1930-х роках принцип колективної національної відповідальності застосовували на практиці не лише нацисти, але й авторитарні режими багатонаціональних держав, адміністрації колоніальних імперій, а також сталінські «інтернаціоналісти», які розпочали масові депортації за національною ознакою.
Колодзінський проголосив концепцію «будови держави від першого села». Після захоплення влади під час воєнних дій чи збройного повстання у будь-якому населеному пункті члени ОУН повинні були проголошувати Українську Державу і народну революційну владу. Після чого влада встановлюється і централізуватися в повітових містах і вище. Створені «повстанські республіки» пізніше мали об'єднуватися в загальну державну структуру. Стратегічною метою було проголошення української влади на рівні столиці держави.

## Критика
Через претензії на сусідні до України території, Євген Стахів, діяч українського підпілля, який воював разом із Колодзінським, називав його «українським імперіалістом», а самі претензії — «великий нонсенс».